# Hendeola
Hendeola is een geslacht van hooiwagens uit de familie Triaenonychidae.
De wetenschappelijke naam Hendeola is voor het eerst geldig gepubliceerd door Forster in 1954. 

## Soorten
Hendeola omvat de volgende 2 soorten:
- Hendeola bullata
- Hendeola woodwardi